# Flugplatz Nonouti

i7
i11
i13
Der Flugplatz Nonouti (englisch Nonouti Airport, IATA-Code: NON, ICAO-Code: NGTO) liegt auf der Hauptinsel des Nonouti-Atolls im Archipel der Gilbertinseln, die zum Staat Kiribati gehören. Er wird zweimal wöchentlich von der staatseigenen Fluggesellschaft Air Kiribati vom Flughafen Bonriki aus angeflogen.

## Fluggesellschaften
- Air Kiribati